# Spoorlijn Wuppertal-Oberbarmen - Opladen
De spoorlijn Wuppertal-Oberbarmen - Opladen is een Duitse spoorlijn tussen Wuppertal en Opladen. De lijn is als spoorlijn 2700 onder beheer van DB Netze.

## Geschiedenis
Het traject werd door de Bergisch-Märkische Eisenbahn-Gesellschaft (BME) in fases geopend: 
- Oberbarmen - Lennep: 1 september 1868
- Lennep - Wermelskirchen: 12 mei 1876
- Wermelskirchen - Opladen: 1 oktober 1881

Het gedeelte tussen Lennep en Opladen werd tussen 1984 en 1997 gesloten en vervolgens opgebroken.

## Treindiensten
Op het traject rijdt de S-Bahn Rhein-Ruhr de volgende routes:
| Serie | Treinsoort    | Route                                        | Bijzonderheden |
| ----- | ------------- | -------------------------------------------- | -------------- |
| S 7   | S-Bahn (VIAS) | Wuppertal Hbf – Remscheid Hbf – Solingen Hbf |                |

## Aansluitingen
In de volgende plaatsen is of was er een aansluiting op de volgende spoorlijnen:
Wuppertal-Oberbarmen
DB 2525, spoorlijn tussen Neuss en Linderhausen
DB 2550, spoorlijn tussen Aken en Kassel
DB 2701, spoorlijn tussen Wuppertal-Oberbarmen en Schwelm
DB 2710, spoorlijn tussen Wuppertal-Oberbarmen en Wuppertal-Wichlinghausen
Wuppertal-Rauenthal
DB 2702, spoorlijn tussen Wuppertal-Rauenthal en Wuppertal-Langerfeld
DB 2703, spoorlijn tussen Remscheid-Lennep en Wuppertal-Rauenthal
Remscheid-Lennep
DB 2703, spoorlijn tussen Remscheid-Lennep en Wuppertal-Rauenthal
DB 2705, spoorlijn tussen Remscheid-Lennep en Remscheid-Hasten
Bergisch Born
DB 2707, spoorlijn tussen Bergisch Born en Marienheide
Opladen
DB 2324, spoorlijn tussen Mülheim-Speldorf en Niederlahnstein
DB 2674, spoorlijn tussen Opladen en aansluiting Werkstätte
DB 2730, spoorlijn tussen Gruiten en Köln-Mülheim